# Pieter Kramer
 (septembre 2018).
Si vous disposez d'ouvrages ou d'articles de référence ou si vous connaissez des sites web de qualité traitant du thème abordé ici, merci de compléter l'article en donnant les références utiles à sa vérifiabilité et en les liant à la section « Notes et références ».
Pieter Kramer, né à Utrecht en 1952, est un réalisateur néerlandais de théâtre, de télévision et de cinéma.

## Biographie
Après avoir étudié à l'Academy for Expression à Utrecht en 1969 et terminé le cours de réalisation à l’École de théâtre d'Amsterdam en 1973, Kramer a travaillé de 1978 à 1986 comme acteur et stimulateur au Theatergroep Carrousel.
En tant que réalisateur de télévision, il est devenu célèbre pour les programmes dans lesquels Arjan Ederveen et Tosca Niterink ont joué les rôles principaux : Theo et Thea et Kreatief avec Kurk. Plus tard, avec Arjan Ederveen, il a remporté un disque Silver Nipkow pour la série télévisée 30 Minutes.
Il a réalisé plusieurs longs métrages : Theo en Thea en de ontmaskering van het tenenkaasimperium (nl), avec Loes Luca et Ellis in Glamourland avec Linda de Mol et Joan Collins. En 2000, il reçoit un veau d'or pour la série télévisée Hertenkamp et reçoit également le prix Albert van Dalsum[réf. nécessaire].
Il dirige régulièrement des productions théâtrales pour le Ro Theatre. En 2010, il a filmé Lang et Gelukkig, une pièce qu'il a dirigée devant le Ro Theater. En 2014, Kramer a dirigé la réouverture royale du Mauritshuis.

## Filmographie
- 1989 : Theo en Thea en de ontmaskering van het tenenkaasimperium (nl)
- 2002 : Ja zuster, nee zuster (Yes Nurse, No Nurse)
- 2004 : Ellis in Glamourland (en)